# المشراح (بعدان)

تعديل مصدري - تعديل

المشراح هي إحدى قرى [[عزلة بني عواض]] الراجعه لقضاء مديرية بعدان التابعة لمحافظة إب، بلغ تعداد سكانها 253 نسمة حسب تعداد اليمن لعام 2004. القاطنون لقرية المشراح هم آل النمر حيث يمثلون اغلبية الأسر بالإضافة لآل الشيخ وآل الجعد والدغفلي
يعتبر الحاج احمد صالح النمر والحاج حزام ناجي النمر ابرز رجال القرية وعاقلها
وكذلك الحاج حزام علي النمر والحاج عبد الوهاب قايد النمر
كذلك الحاج عبده صالح النمر أحد ابرز عقال قرية المشراح والذي وافته المنية في 11 يوليو 2017
والحاج احمد ناجي النمر الذي توفي في العام 2015
ويعتبر جبل المصنعه أحد ابرز اثار القرية حيث تحتوي على مباني وبرك مياه ومدافن للحبوب تعود لفترة حكم ملوك حمير
كذلك منطقة حذمان حيث يعد متنزهاً ومتنفس للزوار والمسافرين